# Enhydris enhydris
Enhydris enhydris är en ormart som beskrevs av Schneider 1799. Enhydris enhydris ingår i släktet Enhydris och familjen snokar. Inga underarter finns listade i Catalogue of Life.
Arten förekommer i Sydostasien från östra Indien, södra Kina och Sri Lanka till Vietnam, Sulawesi och Java. Enhydris enhydris kan leva i olika habitat men den behöver alltid ansamlingar av sötvatten. Den simmar bland annat i floder, diken, pölar och i risodlingar. Födan utgörs främst av fiskar som ibland kompletteras med groddjur eller ödlor. Ungar vistas främst i leran intill vattenansamlingen.
För Enhydris enhydris är två fortplantningstider per år kända. Oklart är om en enskild hona parar sig vid båda tillfällen. Honor lägger inga ägg utan föder levande ungar.
Beståndet hotas av födobrist på grund av intensivt fiske i regionen. I delar av utbredningsområdet jagas ormen för köttets skull. Flera exemplar fångas som foder för krokodiler. Hela populationen minskar men den är fortfarande stor. IUCN kategoriserar arten globalt som livskraftig.